# Campionato Internazionale 1916-1917
La stagione 1915-1916 è stato il settimo Campionato Internazionale, e ha visto campione l'Hockey Club Les Avants.

## Gruppi

### Gruppo 1

#### Classifica
| Posizione | Squadra                 | G | V | N | P | GF | GF | DR | Punti | Osservazioni            |
| --------- | ----------------------- | - | - | - | - | -- | -- | -- | ----- | ----------------------- |
| 1.        | Servette A              | 3 | 3 | 0 | 0 | 14 | 5  | 9  | 6     | Qualificato alla finale |
| 2.        | Caux                    | 3 | 1 | 0 | 2 | 8  | 9  | -1 | 2     |                         |
| 3.        | Akademischer EHC Zürich | 2 | 1 | 0 | 2 | 5  | 7  | -2 | 2     |                         |
| 4.        | Servette B              | 2 | 1 | 0 | 2 | 4  | 10 | -6 | 2     |                         |

#### Risultati
| Villars-sur-Ollon 13/14 gennaio 1917 | Servette A | 6 – 3 referto | Caux |  |

| Villars-sur-Ollon 13/14 gennaio 1917 | Servette A | 3 – 2 referto | Akademischer EHC Zürich |  |

| Villars-sur-Ollon 13/14 gennaio 1917 | Servette A | 5 – 0 referto | Servette B |  |

| Villars-sur-Ollon 13/14 gennaio 1917 | Caux | 5 – 0 referto | Servette B |  |

| Villars-sur-Ollon 13/14 gennaio 1917 | Akademischer EHC Zürich | 3 – 0 referto | Caux |  |

| Villars-sur-Ollon 13/14 gennaio 1917 | Servette B | 4 – 0 referto | Akademischer EHC Zürich |  |

### Gruppo 2

#### Classifica
| Posizione | Squadra     | G | V | N | P | GF | GF | DR | Punti | Osservazioni            |
| --------- | ----------- | - | - | - | - | -- | -- | -- | ----- | ----------------------- |
| 1.        | Les Avants  | 2 | 2 | 0 | 0 | 8  | 0  | 8  | 4     | Qualificato alla finale |
| 2.        | CP Lausanne | 2 | 1 | 0 | 1 | 5  | 6  | -1 | 2     |                         |
| 3.        | Villars     | 2 | 0 | 0 | 2 | 0  | 7  | -7 | 0     |                         |

#### Risultati
| Villars-sur-Ollon 13/14 gennaio 1917 | Les Avants | 6 – 0 referto | CP Lausanne |  |

| Villars-sur-Ollon 13/14 gennaio 1917 | Les Avants | 2 – 0 referto | Villars |  |

| Villars-sur-Ollon 13/14 gennaio 1917 | CP Lausanne | 5 – 0 referto | Villars |  |

## Finale
| Villars-sur-Ollon 13/14 gennaio 1917 | Les Avants | 5 – 1 referto | Servette A |  |

## Verdetti
| Campionato Internazionale 1916-1917 | Campionato Internazionale 1916-1917 |
| ----------------------------------- | ----------------------------------- |
| Campionato Internazionale           | Les Avants                          |